# Malappuram
Malappuram (Malayalam: മലപ്പുറം Malappuṟam [ˈmaləpːurʌm]) ist eine Stadt im südindischen Bundesstaat Kerala. Zum Zeitpunkt der Volkszählung 2011 hatte Malappuram 68.127 Einwohner. Die Stadt ist Verwaltungssitz des gleichnamigen Distrikts.
Malappuram liegt im Hinterland der Malabarküste am Ufer des Flusses Kadalundi rund 50 Kilometer südöstlich von Kozhikode (Calicut). Durch die Stadt führt die Straße von Kozhikode nach Palakkad. Malappuram ist nicht an das Bahnnetz angeschlossen, die nächsten Bahnhöfe befinden sich in Angadipuram und Tirur.
Die Gegend von Malappuram ist stark islamisch geprägt. Während der britischen Kolonialzeit herrschte in der Stadt mehrmals muslimischer Aufruhr gegen die Kolonialherrschaft. So war Malappuram eines der Zentren des Moplah-Aufstands, der im Jahr 1921 niedergeschlagen wurde.

## Persönlichkeiten
- Hanumankind (* 1992), Rapper